# The Monkees (musikalbum)
The Monkees är The Monkees debutalbum, släppt i oktober 1966 av skivbolagen Colgems Records (i USA) och RCA Victor. Albumet innehöll bland annat signaturen från gruppens TV-serie och hiten "Last Train to Clarksville". Medlemmarna i gruppen sjunger endast på detta album (undantaget var lite gitarrspel av Peter Tork), resten sköttes av studiomusiker. 
Albumet nådde Billboard-listans 1:a plats och låg där under 13 veckor.
På englandslistan nådde albumet också 1:a platsen i februari 1967.

## Låtlista
Sida A
1. "(Theme From) The Monkees"  (Tommy Boyce/Bobby Hart) – 2:21
2. "Saturday's Child"  (David Gates) – 2:45
3. "I Wanna Be Free"  (Boyce/Hart) – 2:27
4. "Tomorrow's Gonna Be Another Day"  (Boyce/Steve Venet) – 2:39
5. "Papa Gene's Blues"  (Michael Nesmith) – 2:00
6. "Take a Giant Step"  (Gerry Goffin/Carole King) – 2:31

Sida B
1. "Last Train to Clarksville"  (Boyce/Hart) – 2:47
2. "This Just Doesn't Seem to Be My Day"  (Boyce/Hart) – 2:09
3. "Let's Dance On"  (Boyce/Hart) – 2:32
4. "I'll Be True to You"  (Goffin/Russ Titleman) – 2:49
5. "Sweet Young Thing"  (Goffin/King/Nesmith) – 1:58
6. "Gonna Buy Me a Dog"  (Boyce/Hart) – 2:44

Bonusspår på den remastrade CD-utgåvan utgiven i september 1994.
1. "I Can't Get Her Off My Mind" (Boyce/Hart) (alternativ tidig version) – 2:55
2. "I Don't Think You Know Me" (Goffin/King) (alternativ version) – 2:18
3. "(Theme From) The Monkees" (Boyce/Hart) (alternativ tidig version) – 0:52

## Medverkande
Musiker (The Monkees-medlemmar)
- Micky Dolenz – sång (spår A1, A2, A4, A6, B1, B3, B6), bakgrundssång (spår A5, B3, B5)
- Davy Jones – sång (spår A3, B2, B4, B6)
- Michael Nesmith – sång (spår A5, B5)
- Peter Tork – gitarr (spår A5, B5), basgitarr (spår B5), bakgrundssång (spår B3, B5)

Bidragande studiomusiker
| Gitarr: - Wayne Erwin (spår A1–A4, A6, B1–B4, B6) - Gerry McGee (spår A1–A4, A6, B1–B4, B6) - Louie Shelton (spår A1–A4, A6, B1–B4, B6) - James Burton (spår A5, B5) - Glen Campbell (spår A5, B5) - Al Casey (spår A5, B5) - James Helms (spår A5) - Don Peake (spår A5) - Tommy Boyce (spår A6, B1) - Mike Deasy (spår B5) Basgitarr: - Larry Taylor (spår A1, A2, A4, A6, B1–4, B6) - Bill Pitman (spår A5) - Bob West (spår B5) - James Burton (spår B5) - Glen Campbell (spår B5) - Al Casey (spår B5) - Mike Deasey (spår B5) Trummor: - Billy Lewis (spår A1, A2, A4, A6, B1–4, B6) - Hal Blaine (spår A5, B5) - Frank DeVito (spår A5, B5) - Jim Gordon (spår B5) | Keyboard: - Bobby Hart (spår A1, A2, B3, B6) - Michel Rubini (spår A3, A6) - Jack Keller (spår A6) - Larry Knechtel (spår B5) Bakgrundssång: - Tommy Boyce (spår A1, A2, B2–4) - Bobby Hart (spår A1, A2, B2–4) - Wayne Erwin (spår A1, A2, B2–4) - Ron Hicklin (spår A1, A2, B2–4) Annat: - Gene Estes – percussion (spår A1, A2, A6, B1–4) - Bonnie Douglas – violin (spår A3) - Paul Shure – violin (spår A3) - Myra Kestenbuam – viola (spår A3) - Fred Seykora – cello (spår A3) - Keith Allison – munspel (spår A4) - Gary Coleman – percussion (spår A5) - Jim Gordon – percussion (spår A5) - Bobby Hart – klockspel (spår A6, B4) - Bob Cooper – oboe (spår A6) - David Walters – percussion (spår B1) - Joseph Ditullio – cello (spår B2) - Jimmy Bryant – violin (spår B5) - Gary Coleman – percussion (spår B5) |

Produktion:
- Tommy Boyce – producent (spår A1–4, A6, B1–4, B6)
- Bobby Hart – producent (spår A1–4, A6, B1–4, B6)
- Jack Keller – producent (spår A1, A2, B2–4)
- Michael Nesmith – (spår A5, B5)